# Icelus
Az Icelus a sugarasúszójú halak (Actinopterygii) osztályának skorpióhal-alakúak (Scorpaeniformes) rendjébe, ezen belül a kölöntefélék (Cottidae) családjába tartozó nem.

## Tudnivalók
Az Icelus nem kis méretű, fenéklakó halakból áll, amelyek a hideg vizeket kedvelik. A legnagyobb fajok 25 centiméteresek. Többségük a Csendes-óceán északi részén él, de néhány faj megtalálható az Észak-Atlanti-óceánban. A halaknak a fejük széles és nagy, kis tüskékkel. Az oldalvonaluk látszik, hátúszójukon kis csontos lemezkék vannak.
A FishBase és Nelson a nemet a kölöntefélék családjába helyezi, de egyesek külön családot, az Icelidae családot alkotnának neki (Berg, 1940).

## Rendszerezés
A nembe az alábbi 17 faj tartozik (a lista a FishBase szerint van):
- Icelus armatus (Schmidt, 1916)
- Icelus bicornis (Reinhardt, 1840)
- Icelus canaliculatus Gilbert, 1896
- Icelus cataphractus (Pavlenko, 1910)
- Icelus ecornis Tsutsui & Yabe, 1996
- Icelus euryops Bean, 1890
- Icelus gilberti Taranetz, 1936
- Icelus mandibularis Yabe, 1983
- Icelus ochotensis Schmidt, 1927
- Icelus perminovi Taranetz, 1936
- Icelus rastrinoides Taranetz, 1936
- Icelus sekii Tsuruoka, Munehara & Yabe, 2006
- Icelus spatula Gilbert & Burke, 1912
- Icelus spiniger Gilbert, 1896
- Icelus stenosomus Andriashev, 1937
- Icelus toyamensis (Matsubara & Iwai, 1951)
- Icelus uncinalis Gilbert & Burke, 1912

### Fordítás
- Ez a szócikk részben vagy egészben  a   Scaled sculpin című angol Wikipédia-szócikk fordításán alapul.  Az eredeti cikk szerkesztőit annak laptörténete sorolja fel. Ez a jelzés csupán a megfogalmazás eredetét és a szerzői jogokat jelzi, nem szolgál a cikkben szereplő információk forrásmegjelöléseként.